# Iann Dior/Diskografie
Diese Diskografie ist eine Übersicht über die musikalischen Werke des puerto-ricanisch-US-amerikanischen Rappers und Sängers Iann Dior und seines Pseudonyms Lil Rock. Den Schallplattenauszeichnungen zufolge hat er bisher mehr als 19,7 Millionen Tonträger verkauft. Seine erfolgreichste Veröffentlichung ist die Single Mood mit über 13,6 Millionen verkauften Einheiten.

## Alben

### Studioalben
| Jahr | Titel Musiklabel                                   | Höchstplatzierung, Gesamtwochen, AuszeichnungChartplatzierungen (Jahr, Titel, Musiklabel, Platzierungen, Wochen, Auszeichnungen, Anmerkungen) | Höchstplatzierung, Gesamtwochen, AuszeichnungChartplatzierungen (Jahr, Titel, Musiklabel, Platzierungen, Wochen, Auszeichnungen, Anmerkungen) | Höchstplatzierung, Gesamtwochen, AuszeichnungChartplatzierungen (Jahr, Titel, Musiklabel, Platzierungen, Wochen, Auszeichnungen, Anmerkungen) | Höchstplatzierung, Gesamtwochen, AuszeichnungChartplatzierungen (Jahr, Titel, Musiklabel, Platzierungen, Wochen, Auszeichnungen, Anmerkungen) | Höchstplatzierung, Gesamtwochen, AuszeichnungChartplatzierungen (Jahr, Titel, Musiklabel, Platzierungen, Wochen, Auszeichnungen, Anmerkungen) | Anmerkungen                            |
| Jahr | Titel Musiklabel                                   | DE | AT | CH | UK | US | Anmerkungen                            |
| ---- | -------------------------------------------------- | --- | --- | --- | --- | --- | -------------------------------------- |
| 2019 | Industry Plant 10K Projects • Internet Money (TTP) | — | — | — | — | US44 (2 Wo.)US | Erstveröffentlichung: 8. November 2019 |
| 2022 | On to Better Things 10K Projects (TTP)             | DE74 (1 Wo.)DE | AT33 (1 Wo.)AT | — | UK92 (1 Wo.)UK | US28 (2 Wo.)US | Erstveröffentlichung: 21. Januar 2022  |

### Mixtapes
| Jahr | Titel Musiklabel                             | Anmerkungen                          |
| ---- | -------------------------------------------- | ------------------------------------ |
| 2018 | A Dance with the Devil Eigenvertrieb         | Erstveröffentlichung: 6. Juni 2018   |
| 2019 | Nothings Ever Good Enough 10K Projects (TTP) | Erstveröffentlichung: 12. April 2019 |

### EPs
| Jahr | Titel Musiklabel              | Höchstplatzierung, Gesamtwochen, AuszeichnungChartplatzierungen (Jahr, Titel, Musiklabel, Platzierungen, Wochen, Auszeichnungen, Anmerkungen) | Höchstplatzierung, Gesamtwochen, AuszeichnungChartplatzierungen (Jahr, Titel, Musiklabel, Platzierungen, Wochen, Auszeichnungen, Anmerkungen) | Höchstplatzierung, Gesamtwochen, AuszeichnungChartplatzierungen (Jahr, Titel, Musiklabel, Platzierungen, Wochen, Auszeichnungen, Anmerkungen) | Höchstplatzierung, Gesamtwochen, AuszeichnungChartplatzierungen (Jahr, Titel, Musiklabel, Platzierungen, Wochen, Auszeichnungen, Anmerkungen) | Höchstplatzierung, Gesamtwochen, AuszeichnungChartplatzierungen (Jahr, Titel, Musiklabel, Platzierungen, Wochen, Auszeichnungen, Anmerkungen) | Anmerkungen                          |
| Jahr | Titel Musiklabel              | DE | AT | CH | UK | US | Anmerkungen                          |
| ---- | ----------------------------- | --- | --- | --- | --- | --- | ------------------------------------ |
| 2020 | I’m Gone 10K Projects (TTP)   | — | — | — | — | US45 (14 Wo.)US | Erstveröffentlichung: 5. Juni 2020   |
| 2021 | Still Here 10K Projects (TTP) | — | — | — | — | — | Erstveröffentlichung: 16. April 2021 |

## Singles

### Als Leadmusiker
| Jahr | Titel Album                                         | Höchstplatzierung, Gesamtwochen, AuszeichnungChartplatzierungen (Jahr, Titel, Album, Platzierungen, Wochen, Auszeichnungen, Anmerkungen) | Höchstplatzierung, Gesamtwochen, AuszeichnungChartplatzierungen (Jahr, Titel, Album, Platzierungen, Wochen, Auszeichnungen, Anmerkungen) | Höchstplatzierung, Gesamtwochen, AuszeichnungChartplatzierungen (Jahr, Titel, Album, Platzierungen, Wochen, Auszeichnungen, Anmerkungen) | Höchstplatzierung, Gesamtwochen, AuszeichnungChartplatzierungen (Jahr, Titel, Album, Platzierungen, Wochen, Auszeichnungen, Anmerkungen) | Höchstplatzierung, Gesamtwochen, AuszeichnungChartplatzierungen (Jahr, Titel, Album, Platzierungen, Wochen, Auszeichnungen, Anmerkungen) | Anmerkungen                                                                                        |
| Jahr | Titel Album                                         | DE | AT | CH | UK | US | Anmerkungen                                                                                        |
| ---- | --------------------------------------------------- | --- | --- | --- | --- | --- | -------------------------------------------------------------------------------------------------- |
| 2019 | Emotions Industry Plant • Nothings Ever Good Enough | — | — | — | UK— SilberUK | US— PlatinUS | Erstveröffentlichung: 6. Februar 2019 Verkäufe: + 1.225.000                                        |
| 2019 | Cutthroat Nothings Ever Good Enough                 | — | — | — | — | — | Erstveröffentlichung: 7. Februar 2019                                                              |
| 2019 | Molly Nothings Ever Good Enough                     | — | — | — | — | US— GoldUS | Erstveröffentlichung: 13. Februar 2019 Verkäufe: + 500.000                                         |
| 2019 | Romance361 Nothings Ever Good Enough                | — | — | — | — | — | Erstveröffentlichung: 20. Februar 2019                                                             |
| 2019 | Don’t Want to Fall Nothings Ever Good Enough        | — | — | — | — | — | Erstveröffentlichung: 5. März 2019                                                                 |
| 2019 | 18 Nothings Ever Good Enough                        | — | — | — | — | — | Erstveröffentlichung: 29. März 2019                                                                |
| 2019 | Crash My Whip Nothings Ever Good Enough             | — | — | — | — | — | Erstveröffentlichung: 22. Mai 2019                                                                 |
| 2019 | What Is Real Industry Plant                         | — | — | — | — | — | Erstveröffentlichung: 18. Juni 2019                                                                |
| 2019 | Gone Girl Industry Plant                            | — | — | — | — | US— PlatinUS | Erstveröffentlichung: 4. Juli 2019 Verkäufe: + 1.035.000; feat. Trippie Redd                       |
| 2019 | Pouring –                                           | — | — | — | — | — | Erstveröffentlichung: 22. Juli 2019                                                                |
| 2020 | Good Day I’m Gone                                   | — | — | — | — | US— GoldUS | Erstveröffentlichung: 24. Januar 2020 Verkäufe: + 540.000                                          |
| 2020 | Sick and Tired I’m Gone                             | — | — | — | — | US— PlatinUS | Erstveröffentlichung: 17. April 2020 Verkäufe: + 1.080.000 feat. Machine Gun Kelly & Travis Barker |
| 2020 | Holding On Headliners                               | — | — | — | — | — | Erstveröffentlichung: 20. November 2020 Verkäufe: + 40.000                                         |
| 2021 | V12 On to Better Things                             | — | — | — | — | — | Erstveröffentlichung: 14. September 2021 feat. Lil Uzi Vert                                        |
| 2021 | Let You On to Better Things                         | DE— aDE | — | — | — | — | Erstveröffentlichung: 12. November 2021                                                            |
| 2022 | Live Fast Die Numb –                                | — | — | — | — | — | Erstveröffentlichung: 8. Juni 2022                                                                 |

### Als Gastmusiker
| Jahr | Titel Album                                    | Höchstplatzierung, Gesamtwochen, AuszeichnungChartplatzierungen (Jahr, Titel, Album, Platzierungen, Wochen, Auszeichnungen, Anmerkungen) | Höchstplatzierung, Gesamtwochen, AuszeichnungChartplatzierungen (Jahr, Titel, Album, Platzierungen, Wochen, Auszeichnungen, Anmerkungen) | Höchstplatzierung, Gesamtwochen, AuszeichnungChartplatzierungen (Jahr, Titel, Album, Platzierungen, Wochen, Auszeichnungen, Anmerkungen) | Höchstplatzierung, Gesamtwochen, AuszeichnungChartplatzierungen (Jahr, Titel, Album, Platzierungen, Wochen, Auszeichnungen, Anmerkungen) | Höchstplatzierung, Gesamtwochen, AuszeichnungChartplatzierungen (Jahr, Titel, Album, Platzierungen, Wochen, Auszeichnungen, Anmerkungen) | Anmerkungen                                                                                  |
| Jahr | Titel Album                                    | DE | AT | CH | UK | US | Anmerkungen                                                                                  |
| ---- | ---------------------------------------------- | --- | --- | --- | --- | --- | -------------------------------------------------------------------------------------------- |
| 2019 | Come Again –                                   | — | — | — | — | — | Erstveröffentlichung: 16. August 2019 Bernard Jabs feat. Iann Dior                           |
| 2019 | Again –                                        | — | — | — | — | — | Erstveröffentlichung: 20. September 2019 Clay Rod feat. Iann Dior                            |
| 2020 | I Can’t Sleep The Breakfast Club               | — | — | — | — | — | Erstveröffentlichung: 31. Januar 2020 Poorstacy feat. Iann Dior                              |
| 2020 | Lose Somebody –                                | — | — | — | — | — | Erstveröffentlichung: 10. September 2020 Jack Gilinsky feat. Iann Dior                       |
| 2020 | Mood El Dorado                                 | DE1 ×2Doppelplatin · (67 Wo.)DE | AT1 ×3Dreifachplatin · (69 Wo.)AT | CH1 Platin · (68 Wo.)CH | UK1 ×3Dreifachplatin · (39 Wo.)UK | US1 ×8Achtfachplatin · (52 Wo.)US | Erstveröffentlichung: 24. Juli 2020 Verkäufe: + 13.683.333; 24kGoldn feat. Iann Dior         |
| 2020 | Tonight Tell Me About Tomorrow                 | — | — | — | — | — | Erstveröffentlichung: 21. Oktober 2020 Jxdn feat. Iann Dior                                  |
| 2021 | Higher –                                       | DE— bDE | — | — | UK66 (7 Wo.)UK | — | Erstveröffentlichung: 29. Januar 2021 Clean Bandit feat. Iann Dior                           |
| 2021 | Happy Endings –                                | — | — | — | — | — | Erstveröffentlichung: 19. Februar 2021 Mike Shinoda feat. Iann Dior & Upsahl                 |
| 2021 | First Time Fallen Embers                       | — | — | — | — | — | Erstveröffentlichung: 12. März 2021 Illenium feat. Iann Dior                                 |
| 2021 | Heat Waves (Remix) Dreamlands (+ Bonus Levels) | DE— cDE | AT— cAT | CH— cCH | UK— cUK | US— cUS | Erstveröffentlichung: 25. März 2021 Glass Animals feat. Iann Dior                            |
| 2021 | Don’t Freak Out Teenage Heartbreak             | — | — | — | — | — | Erstveröffentlichung: 6. August 2021 Lil Huddy feat. Iann Dior, Tyson Ritter & Travis Barker |
| 2022 | Be U (216 Hz) –                                | — | — | — | — | — | Erstveröffentlichung: 1. April 2022 Maejor feat. Iann Dior                                   |

## Musikvideos
| Jahr | Titel              | Regie                        |
| ---- | ------------------ | ---------------------------- |
| 2019 | Emotions           | Logan Meis                   |
| 2019 | Molly              | Louie Knows                  |
| 2019 | Gone Girl          | Andy Hines                   |
| 2019 | Strings            | Trey Lyons                   |
| 2019 | Darkside           | Logan Meis                   |
| 2019 | Flowers            | Mooch                        |
| 2020 | Good Day           | Mooch                        |
| 2020 | I Can’t Sleep      | Poorstacy                    |
| 2020 | Sick and Tired     | Mooch                        |
| 2020 | Pretty Girls       | Mooch                        |
| 2020 | Mood               | Sebastian Sdaigui            |
| 2020 | Prospect           | Omar Jones                   |
| 2020 | Ego                | Ryan Baxley                  |
| 2020 | Tonight            | Mooch                        |
| 2020 | Holding On         | Iann Dior                    |
| 2021 | Baby               | Griffin Olis                 |
| 2021 | Like Me            | Omar Jones                   |
| 2021 | Higher             | Grace Chatto, Jack Patterson |
| 2021 | Shots in the Dark  | Iann Dior, Mooch             |
| 2021 | First Time         | Boni Mata                    |
| 2021 | Don’t Freak Out    | Mooch, Daniel Russell        |
| 2021 | V12                | Iann Dior, Rudy Grazziani    |
| 2021 | Let You            | Sebastian Sdaigui            |
| 2022 | Complicate It      | Sebastian Sdaigui            |
| 2022 | Live Fast Die Numb | Clyde Munroe                 |

## Promoveröffentlichungen
Promo-Singles

| Jahr | Titel Album                        | Höchstplatzierung, Gesamtwochen, AuszeichnungChartplatzierungen (Jahr, Titel, Album, Platzierungen, Wochen, Auszeichnungen, Anmerkungen) | Höchstplatzierung, Gesamtwochen, AuszeichnungChartplatzierungen (Jahr, Titel, Album, Platzierungen, Wochen, Auszeichnungen, Anmerkungen) | Höchstplatzierung, Gesamtwochen, AuszeichnungChartplatzierungen (Jahr, Titel, Album, Platzierungen, Wochen, Auszeichnungen, Anmerkungen) | Höchstplatzierung, Gesamtwochen, AuszeichnungChartplatzierungen (Jahr, Titel, Album, Platzierungen, Wochen, Auszeichnungen, Anmerkungen) | Höchstplatzierung, Gesamtwochen, AuszeichnungChartplatzierungen (Jahr, Titel, Album, Platzierungen, Wochen, Auszeichnungen, Anmerkungen) | Anmerkungen                                                                                 |
| Jahr | Titel Album                        | DE | AT | CH | UK | US | Anmerkungen                                                                                 |
| ---- | ---------------------------------- | --- | --- | --- | --- | --- | ------------------------------------------------------------------------------------------- |
| 2019 | Strings Industry Plant             | — | — | — | — | — | Erstveröffentlichung: 25. Oktober 2019 feat. Gunna                                          |
| 2019 | Darkside Industry Plant            | — | — | — | — | — | Erstveröffentlichung: 7. November 2019 feat. Travis Barker                                  |
| 2020 | Prospect I’m Gone                  | — | — | — | — | US— PlatinUS | Erstveröffentlichung: 22. Mai 2020 Verkäufe: + 1.080.000; feat. Lil Baby                    |
| 2020 | Lost Me B4 the Storm               | — | — | — | — | — | Erstveröffentlichung: 27. August 2020 Internet Money feat. Lil Mosey, Iann Dior & Lil Skies |
| 2022 | Thought It Was On to Better Things | DE— dDE | — | — | — | — | Erstveröffentlichung: 18. Januar 2022 feat. Machine Gun Kelly & Travis Barker               |

## Sonderveröffentlichungen

### Alben
| Jahr | Titel Musiklabel                 | Anmerkungen                                              |
| ---- | -------------------------------- | -------------------------------------------------------- |
| 2021 | Headliners Universal Music (UMG) | Erstveröffentlichung: 15. Oktober 2021 Label-Kompilation |

### Lieder
| Jahr | Titel Album                                                                           | Anmerkungen                                                                                      |
| ---- | ------------------------------------------------------------------------------------- | ------------------------------------------------------------------------------------------------ |
| 2019 | One Love One Life One Love One Life EP                                                | Erstveröffentlichung: 11. Juni 2019 1kLove feat. Iann Dior                                       |
| 2020 | I Can’t Sleep The Breakfast Club                                                      | Erstveröffentlichung: 13. März 2020 Poorstacy feat. Iann Dior                                    |
| 2020 | Irregular Graduation                                                                  | Erstveröffentlichung: 22. Mai 2020 Zoahh feat. Iann Dior                                         |
| 2020 | Too Much Graduation                                                                   | Erstveröffentlichung: 22. Mai 2020 Zoahh feat. Iann Dior                                         |
| 2020 | Run Away Take It or Leave It                                                          | Erstveröffentlichung: 19. Juni 2020 Kierra Luv feat. Iann Dior                                   |
| 2020 | Forget See You When I’m Famous!!!!!!!!!!!!                                            | Erstveröffentlichung: 17. Juli 2020 Kyle feat. Iann Dior, The Drums & Trippie Redd               |
| 2020 | Lost Me B4 the Storm                                                                  | Erstveröffentlichung: 28. August 2020 Internet Money feat. Lil Mosey, Iann Dior & Lil Skies      |
| 2020 | Nothing Inside Tickets to My Downfall                                                 | Erstveröffentlichung: 25. September 2020 Machine Gun Kelly feat. Iann Dior                       |
| 2020 | Ego DestroyDestroyDestroyDestroy                                                      | Erstveröffentlichung: 23. Oktober 2020 Carlie Hanson feat. Iann Dior                             |
| 2020 | Like Me Beautiful Havoc                                                               | Erstveröffentlichung: 30. Oktober 2020 $not feat. Iann Dior                                      |
| 2020 | Empty Souls Audio Up Presents Original Music from Halloween in Hell                   | Erstveröffentlichung: 13. November 2020 Audio Chateau feat. Iann Dior                            |
| 2020 | In Hell It’s Always Halloween Audio Up Presents Original Music from Halloween in Hell | Erstveröffentlichung: 13. November 2020 Audio Chateau feat. Iann Dior                            |
| 2020 | Baby Family                                                                           | Erstveröffentlichung: 4. Dezember 2020 DJ Scheme feat. Iann Dior                                 |
| 2020 | Honest How U Stop Hating Urself EP                                                    | Erstveröffentlichung: 4. Dezember 2020 Phem feat. Iann Dior                                      |
| 2021 | Mood El Dorado                                                                        | Erstveröffentlichung: 26. März 2021 24kGoldn feat. Iann Dior                                     |
| 2021 | Tonight Tell Me About Tomorrow                                                        | Erstveröffentlichung: 2. Juli 2021 Jxdn feat. Iann Dior                                          |
| 2021 | First Time Fallen Embers                                                              | Erstveröffentlichung: 16. Juli 2021 Illenium feat. Iann Dior                                     |
| 2021 | Seaside We Love You Tecca 2                                                           | Erstveröffentlichung: 27. August 2021 Lil Tecca feat. Iann Dior                                  |
| 2021 | Heat Waves (Remix) Dreamlands (+ Bonus Levels)                                        | Erstveröffentlichung: 9. September 2021 Glass Animals feat. Iann Dior                            |
| 2021 | Don’t Freak Out Teenage Heartbreak                                                    | Erstveröffentlichung: 17. September 2021 Lil Huddy feat. Iann Dior, Tyson Ritter & Travis Barker |

| Jahr | Titel Soundtrack                  | Anmerkungen                            |
| ---- | --------------------------------- | -------------------------------------- |
| 2021 | Circles Blade Runner: Black Lotus | Erstveröffentlichung: 5. November 2021 |

## Statistik

### Chartauswertung
|                     | DE    | AT    | CH    | UK    | US    |
| ------------------- | ----- | ----- | ----- | ----- | ----- |
| Nummer-eins-Alben   | DE—DE | AT—AT | CH—CH | UK—UK | US—US |
| Top-10-Alben        | DE—DE | AT—AT | CH—CH | UK—UK | US—US |
| Alben in den Charts | DE1DE | AT1AT | CH—CH | UK1UK | US3US |

|                       | DE    | AT    | CH    | UK    | US    |
| --------------------- | ----- | ----- | ----- | ----- | ----- |
| Nummer-eins-Singles   | DE1DE | AT1AT | CH1CH | UK1UK | US1US |
| Top-10-Singles        | DE1DE | AT1AT | CH1CH | UK1UK | US1US |
| Singles in den Charts | DE1DE | AT1AT | CH1CH | UK2UK | US1US |

### Auszeichnungen für Musikverkäufe
| Goldene Schallplatte - Australien - 2021: für die Single Gone Girl - Brasilien - 2024: für die Single Emotions - Japan - 2025: für das Streaming Mood - Kanada - 2021: für die Single Holding On - 2021: für das Lied Pretty Girls - 2021: für die Single Good Day - Mexiko - 2022: für die Single Mood (Remix) - Portugal - 2022: für die Single Emotions - Vereinigte Staaten - 2022: für das Lied Pretty Girls Platin-Schallplatte - Griechenland - 2021: für die Single Mood - Kanada - 2021: für die Single Prospect - 2025: für die Single Sick and Tired | 3× Goldene Schallplatte - Mexiko - 2021: für die Single Mood 2× Platin-Schallplatte - Belgien - 2021: für die Single Mood - Dänemark - 2021: für die Single Mood - Polen - 2021: für die Single Mood - Spanien - 2024: für die Single Mood 3× Platin-Schallplatte - Italien - 2021: für die Single Mood | 4× Platin-Schallplatte - Portugal - 2022: für die Single Mood - Schweden - 2023: für die Single Mood 5× Platin-Schallplatte - Neuseeland - 2024: für die Single Mood 7× Platin-Schallplatte - Australien - 2022: für die Single Mood Diamantene Schallplatte - Frankreich - 2021: für die Single Mood - Kanada - 2022: für die Single Mood |

Anmerkung: Auszeichnungen in Ländern aus den Charttabellen bzw. Chartboxen sind in ebendiesen zu finden.
| Land/RegionAuszeichnungen für Musikverkäufe (Land/Region, Auszeichnungen, Verkäufe, Quellen) | Silber  | Gold       | Platin       | Diamant     | Verkäufe   | Quellen              |
| -------------------------------------------------------------------------------------------- | ------- | ---------- | ------------ | ----------- | ---------- | -------------------- |
| Australien (ARIA)                                                                            | —       | Gold1      | 7× Platin7   | —           | 525.000    | aria.com.au          |
| Belgien (BRMA)                                                                               | —       | —          | 2× Platin2   | —           | 80.000     | ultratop.be          |
| Brasilien (PMB)                                                                              | —       | Gold1      | —            | —           | 20.000     | pro-musicabr.org.br  |
| Dänemark (IFPI)                                                                              | —       | —          | 2× Platin2   | —           | 180.000    | ifpi.dk              |
| Deutschland (BVMI)                                                                           | —       | —          | 2× Platin2   | —           | 800.000    | musikindustrie.de    |
| Frankreich (SNEP)                                                                            | —       | —          | —            | Diamant1    | 333.333    | snepmusique.com      |
| Griechenland (IFPI)                                                                          | —       | —          | Platin1      | —           | 20.000     | Einzelnachweise      |
| Italien (FIMI)                                                                               | —       | —          | 3× Platin3   | —           | 210.000    | fimi.it              |
| Japan (RIAJ)                                                                                 | —       | Gold1      | —            | —           | —          | riaj.or.jp           |
| Kanada (MC)                                                                                  | —       | 3× Gold3   | 2× Platin2   | Diamant1    | 1.080.000  | musiccanada.com      |
| Mexiko (AMPROFON)                                                                            | —       | Gold1      | 2× Platin2   | —           | 190.000    | musiccanada.com      |
| Neuseeland (RMNZ)                                                                            | —       | —          | 5× Platin5   | —           | 150.000    | radioscope.co.nz     |
| Österreich (IFPI)                                                                            | —       | —          | 3× Platin3   | —           | 90.000     | ifpi.at              |
| Polen (ZPAV)                                                                                 | —       | —          | 2× Platin2   | —           | 40.000     | olis.pl              |
| Portugal (AFP)                                                                               | —       | Gold1      | 4× Platin4   | —           | 45.000     | Einzelnachweise      |
| Schweden (IFPI)                                                                              | —       | —          | 4× Platin4   | —           | 320.000    | sverigetopplistan.se |
| Schweiz (IFPI)                                                                               | —       | —          | Platin1      | —           | 20.000     | hitparade.ch         |
| Spanien (Promusicae)                                                                         | —       | —          | 2× Platin2   | —           | 120.000    | elportaldemusica.es  |
| Vereinigte Staaten (RIAA)                                                                    | —       | 3× Gold3   | 11× Platin11 | —           | 12.500.000 | riaa.com             |
| Vereinigtes Königreich (BPI)                                                                 | Silber1 | —          | 3× Platin3   | —           | 2.000.000  | bpi.co.uk            |
| Insgesamt                                                                                    | Silber1 | 11× Gold11 | 56× Platin56 | 2× Diamant2 |            |                      |